# Бата Ђорђе Петковић
Бата Ђорђе Петковић (Лесковац, око 1833 - 11. фебруар 1898) био је један од најстаријих лесковачких учитеља у Ча Митиној школи.

## Биографија
Учио је писмо и часловац са псалтиром код попа Ђорђа. Потом је допунио своје знање из других књига и захваљујући својој енергичности постао је учитељ у неком селу, највероватније Липовици. Ценећи његов рад, Синод га је узео као другог учитеља уз Ча Миту у његовој Великој чкољи. Иако је важио за човека жустре нарави, са Ча Митом се о свему лепо договарао. Био је тачан и савесно је обављао свој посао. Након 1856. године када је у школу дошао Симеон Софијанац који није радио по манастирском методу постао је његов помоћник. Године 1878. дата му је служба у општини, као вид захвалности за оно што је до тада урадио. Постао је порезник - квартарник за II кварт. Касније је постао кмет града, а за време изградње пута Лесковац - Власотинце био је главни настојник. За рад у школи Синод му је плаћао 60 динара месечно, а касније је добио доживотно признање лесковачке општине у износу од 30 динара месечно. 
У браку са Маријом добио је два сина, Душана и Војислава, и три кћери, Драгу, Милеву и Христину. Желео је да постане свештеник, мада ту жељу никада није остварио. Заједно са Ча Митом је држао певницу у лесковачкој цркви и редовно је посећивао богослужење. 

## Изглед
Био је висок, сувоњав, црних бркова, смеђег лица, плавих очију, ређих и малих бркова. Глас му је био помало танак, а када је говорио, шушкао је. На глави је носио фес са дугачком црном свиленом кићанком. Носио је чојане чакшире, ћурче, лисичином постављено. За празнике је носио немачко одело од белог шајка, а на ногама штифлете.